# Eurihalin
Speciile eurihaline sunt specii care prezintă toleranțe foarte largi față de salinitatea apelor. De exemplu: alga lăptuca (salata) de mare (Ulva lactuca); viermii anelizi Nereis diversicolor, Arenicola sp., meduzele Aurelia aurita, Crambessa tagi; molusca Mytilus galloprovincialis; unii pești, de exemplu sturionii marini: morunul (Huso huso), păstruga (Acipenser stellatus) etc. Unii pești eurihalini: guvizii, ghidrinul etc., trăiesc atât în ape marine cât și în ape dulci, iar somonii, sturionii, anghila etc., migrează din mări în râuri și invers.